# Selina Siggins
Selina Siggins, född 1878, död 1964, var en australisk feminist.
Hon blev 1903, tillsammans med Mary Moore-Bentley, Vida Goldstein och  Nellie Martel, en av de första fem kvinnor som ställde upp i Australiens federala parlament (ingen av dem vann dock valet).